# Київські фрески (фільм)
«Київські фрески» — український радянський художній фільм, незавершена робота режисера Сергія Параджанова. Фільмування кінопроб відбулось у 1965 році. Ці проби було потім змонтовано в 15-ихвилинний мініфільм у жанрі артгаузу, алегорію на теми наслідків війни.

## Синопсис
Наведений тут синопсис стосується 15-ихвилинного фрагмента кінопроб до фільму. Повноцінний фільм не був знятий.
Більшість дії відбувається в кімнаті з мінімалістичним оформленням. Після кадрів із монументами Києва з'являється кімната, в яку щойно прийшли троє солдатів. У кімнаті висять три портрета діячів часів козаччини. Солдати беруть зі стільчиків символічні предмети (булаву, хлібину, яблуко) та приміряють їх до себе. Потім миють підлогу в кімнаті.
Наступна сцена — солдати сплять у кімнаті, їх будить церковний спів. Один солдат не може прокинутись, його мучать спогади. За ним потім спостерігає дружина, але побутовий шум не пробуджує солдата.
Наречена в весільному одязі, лякаючись війни, ріже фату на смуги, якими заклеює вікна.
Інший солдат веде, здавалося б, радісне життя, проте обстановка натякає, що він втратив дружину.
Біля розібраного роялю подружжя виконує неквапний танець. За жінкою сам собою їздить чорний дитячий візок.
У наступній сцені парадоксально поєднуються старі та новітні речі й персонажі: прядильне колесо та спортсменка з обручем, хлопчик у костюмі янгола та дорослий чоловік у кареті, священник і музикант.
Солдата намагається розбудити священник, який калатає в дзвін, і хлопчик, який кидає в чоловіка паперові літачки. Той урешті прокидається, бачить перед собою оголену жінку та багатозначно замахується на неї поліном.

## Творчий колектив фільму
- Автори сценарію: Павло Загребельний, Сергій Параджанов.
- Актори: Тенґіз Арчвадзе, Антоніна Лефтій, Афанасій Кочетков, Вія Артмане, Микола Гринько, Михайло Глузський.

## Створення
Робота над фільмом тривала впродовж 1965 року. Було написано сценарій та знято проби акторів. Фільм задумувався як оповідь про наслідки війни та описував військових у мирному житті. Згідно з висновком художньої ради та сценарно-редакційної колегії, фільму бракувало сюжетної чіткості і в ньому були суперечливі сцени (зловтішання генералів, інваліди війни, танець глухонімих біля монумента Слави, кладовище). Члени комісії вважали, що перш ніж представити режисерський сценарій до Державного комітету СРСР з кінематографії, Параджанову слід внести до нього виправлення з врахуванням зауважень сценарно-редакційної колегії Комітету з кінематографії УРСР. «Київські фрески» були включені до плану кіностудії імені Довженка з умовою змінення сценарію. 1 листопада 1965 року виробництво кіно було закрито через звинувачення у «містично-суб'єктивному ставленні до подій Великої Вітчизняної війни». Розуміючи, що продовження роботи над «Київськими фресками» неможливе, Параджанов із монтажеркою Марією Федорівною Пономаренко змонтував з кінопроб до «Київських фресок» мініфільм з двох частин завдовжки 15 хвилин. Після арешту Параджанова позитивна копія кіноплівки збереглася у кінооператора Олександра Антипенка, але оригінальний негатив був назавжди втрачений, ймовірно спалений. Олександр Антипенко врятував проби, видавши їх за свою дипломну роботу.
Проби-етюди до фільму були показані у рамках ретроспективи творчості Параджанова на Міжнародному кінофестивалі в Мюнхені в 1988 році, після чого світова кінематографічна преса визнала їх «новаторським відкриттям» і «блискучим досвідом кіноавангарду».
У 1992 році в сейфі фільмотеки кіностудії ім. Довженка, були знайдені негативна і позитивна копії кінопроб до «Київських фресок». Взимку 1993 року на вечері пам'яті Сергія Параджанова цю версію вперше показали публічно.
«Київські фрески», як і дві короткометражки Параджанова «Акоп Овнатанян» (1967) та «Арабески на тему Піросмані» (1986), були відреставровані фахівцями з польської компанії Fixafilm у 2022 році. Продюсером проєкту реставрації фільмів Параджанова виступив американський режисер та кінознавець Деніел Берд.
Існує також опера-ораторія «Київські фрески» Івана Карабиця, що задумувалася як музичний супровід до фільму Сергія Параджанова. Після заборони виробництва фільму вона була присвячена 1500-літтю Києва в 1983 році та вперше виконана в 1986 році. У лібрето використано тексти літописів Київської Русі, вірші Тараса Шевченка, Павла Тичини, Максима Рильського, Івана Драча і Бориса Олійника. У січні 2005 року оперу-ораторію «Київські фрески» було відновлено та презентовано заново після втрати оригінальної партитури.

## Виноски
1. 1 2  Яворська, Валерія (2010). «Київські фрески» — історичні реалії створення фільму / Київська старовина. Т. 1. с. 86—91.
2. 1 2  Київські фрески. Dovzhenko Centre (укр.). 5 жовтня 2021. Процитовано 15 вересня 2023.
3. ↑  «Киевские фрески»: фата невесты и обстрелы Киева. ГОЛОС АМЕРИКИ (рос.). 30 травня 2022. Процитовано 15 вересня 2023.
4. ↑  Дочекатися музики. Лекції – бесіди (укр.). Dukh i Litera. с. 35. ISBN 978-966-378-199-0.
5. 1 2  Свобода, Радіо (5 лютого 2008). “Сюжети". Радіо Свобода (укр.). Процитовано 15 вересня 2023.
6. ↑  Композитор Іван Карабиць :: Вокально-симфонічні твори. www.karabits.com. Процитовано 15 вересня 2023.
7. ↑  «Київські фрески» відновлено!. day.kyiv.ua (укр.). Процитовано 15 вересня 2023.